# Кадборозавър
Кадборозавър, Кади (на английски: Caddy; на латински: Cadborosaurus willsi) е наименование на животно, което предполагаемо се среща в Тихия океан, край бреговете на Северна Америка.
Това е един от обектите на изследванията на криптозоологията. Той се счита за вариант на морския дракон, въпреки че има индикации, че е бозайник.
През последните 200 години има информация за над 300 предполагаеми срещите с това същество.
Кадборозавърът е подобен на змия заради удълженото си, тънко тяло, с дължина от 5 до 30 метра. Предполага се, че главата му е много подобна на конска или камилска. Представата за него е, че има малки предни и два големи задни плавници.